# Darren Lok
Darren Lok Yee Deng (chiń. 陆伊腾; ur. 14 grudnia 1990 w Hailsham w Wielkiej Brytanii) – malezyjski piłkarz chińskiego i angielskiego pochodzenia grający na pozycji napastnika w klubie Sabah FA oraz reprezentacji Malezji.

## Kariera
Karierę rozpoczynał w angielskim szóstoligowym klubie Eastbourne Borough. Początkowo grał w akademii, lecz później spędził 4 sezony w seniorskiej drużynie. W 2016 wyjechał do Malezji i występował w Johor Darul Takzim. Z klubem dwukrotnie zdobył Malaysia Super League (2017, 2018) oraz jednokrotnie Malaysia Cup (2017). Potem grał także w Terengganu FC i Petaling Jaya City. W 2023 został piłkarzem Sabah FA.
W reprezentacji Malezji zadebiutował 7 października 2016 w meczu z Singapurem. Pierwszą bramkę w kadrze zdobył 22 sierpnia 2017 przeciwko Syrii. Został powołany na Puchar Azji 2023.